# الهادئ (مسلسل قصير)
الهاديء (بالإنجليزية: The Pacific) هو مسلسل حربي قصير من إنتاج HBO وعدة شبكات عالمية أخرى. عرض لأول مرة في الولايات المتحدة في 14 مارس 2010.
الهاديء مصاحب لمسلسل عام 2001 Band of Brothers، ويركز على المعارك التي خاضتها قوات مشاة البحرية الأمريكية في مسرح عمليات الهادئ ضمن حرب المحيط الهادي في الحرب العالمية الثانية. في حين أن Band of Brothers يتبع سرية واحد من فوج ال506 لمشاة المظليين عبر مسرح عمليات أوروبا. يركز الهاديء على تجارب ثلاثة أشخاص من مشاة البحرية (يوجين سليج وروبرت ليكي وجون باسلون)، جميعهم كانوا في أفواج مختلفة من الفرقة البحرية الأولى.
المسلسل يصور المعارك التي خضتها الفرقة البحرية الأولى في المحيط الهاديء، مثل جوادالكانال وكيب غلوستر وبيليليو وأوكيناوا إضافة إلى جزء من ايو جيما. المسلسل مبني في المقام الأول على مذكرات يوجين سليج وروبرت ليكي وتشاك تاتوم.

## وصلات خارجية
- الموقع الرسمي
- ذا باسيفيك على موقع IMDb (الإنجليزية)
- ذا باسيفيك على موقع ميتاكريتيك (الإنجليزية)
- ذا باسيفيك على موقع روتن توميتوز (الإنجليزية)
- ذا باسيفيك على موقع نتفليكس (الإنجليزية)
- ذا باسيفيك على موقع قاعدة بيانات الأفلام العربية
- ذا باسيفيك على موقع Turner Classic Movies (الإنجليزية)
- ذا باسيفيك على موقع أول موفي (الإنجليزية)
- ذا باسيفيك على موقع فيلمافينيتي (الإسبانية)
- ذا باسيفيك على موقع ليتربوكسد (الإنجليزية)
- ذا باسيفيك على موقع كينوبويسك (الروسية)